# Hans Ras

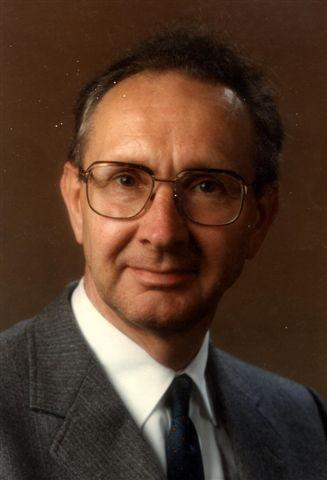
J.J. Ras in 1976

Johannes Jacobus (Hans) Ras (Rotterdam, 1 april 1926 – Warmond, 22 oktober 2003) was een Nederlandse taalkundige op het gebied van de Indonesische en de Javaanse taal.
Van 1961 tot 1964 was hij docent aan de Universiti Malaya (in het Engels: University of Malaya). Vanaf 1964 was hij verbonden aan de Universiteit Leiden waar hij van 1985 tot 1992 hoogleraar was in de Javaanse taal- en letterkunde. Van 1969 tot 1971 was hij tevens in Jakarta het eerste hoofd van de vertegenwoordiging van het Koninklijk Instituut voor Taal-, Land- en Volkenkunde (KITLV). Tot aan zijn emeritaat in 1992 was hij ook diverse malen bestuurslid van dit instituut.

## Leven en werk

### Jeugd

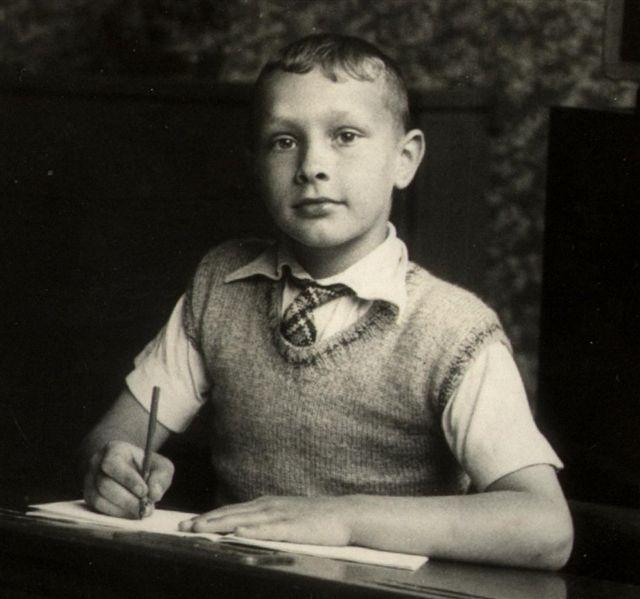
Als scholier in 1935

Ras werd geboren als derde zoon in een familie met vier kinderen. Zijn vader had een groothandel in suikerwaren, de firma Ras, en alle kinderen moesten meehelpen in de zaak. In principe zouden ze naar de mulo gaan, zoals gebruikelijk was, maar toen de oudste naar de hbs ging, volgden de anderen in zijn spoor.
Na Ras’ eindexamen begon de Tweede Wereldoorlog. Hij dook onder terwijl zijn broers bij de Arbeitseinsatz waren. Toen al had hij belangstelling voor taalstudie, met name Javaans en Arabisch, maar met zijn hbs-diploma was een letterenstudie in die tijd onmogelijk.

### Studie, reizen
In 1946 startte hij met de studie indologie, maar de gang van zaken in Indonesië deed hem al spoedig beseffen dat er geen toekomst was voor een Nederlandse bestuurder in dat land. Na een korte switch naar de economiestudie vertrok hij naar Frankrijk. Hij vond werk bij een stuwdam in aanbouw. Daar kwam zijn kennis van het Arabisch, opgedaan bij de Indologie-studie, hem goed van pas, want de meeste arbeidskrachten waren Noord-Afrikanen. Hij reisde door naar Libië, Egypte en Aden.
In Nederland teruggekomen vervulde hij zijn militaire dienst, waarna hij, 24 jaar oud, door de Rotterdamse handelsonderneming Internatio werd uitgezonden naar Indonesië en te werk gesteld in Batavia. Later werd hij geplaatst als agent in Banjarmasin, in Zuidoost-Kalimantan, met de opdracht om bevolkingsrubber op te kopen. Dat bleek in die jaren, waarin de verhouding met Indonesië heel precair was, een hachelijke zaak. De lokale linkse vakbonden waren fel tegen het koloniale kapitaal waarvan zij Internatio als een typische vertegenwoordiger zagen. Ten slotte bleek verder werken daar onmogelijk en keerde hij terug naar Nederland.
Het verblijf op Borneo had Ras’ interesse voor Indonesië in al zijn facetten versterkt. In 1959 behaalde hij het diploma tolk-vertaler Indonesisch. Op het examen ontmoette hij zijn latere vrouw Widjiati Soemoatmodjo. Zij kregen een zoon en een dochter.

### University of Malaya
In 1961 behaalde hij cum laude zijn doctoraalexamen en vertrok naar Kuala Lumpur, waar hij tot "lecturer" (docent) was benoemd aan de Universiti Malaya. Ras zette zich naast zijn onderwijstaak aan het schrijven van zijn dissertatie over de Hikayat Banjar, de Maleise geschiedenis van Banjarmasin. In 1964 liep zijn contract af en werd hij benoemd tot wetenschappelijk medewerker bij de vakgroep Talen en Culturen van Zuidoost-Azië en Oceanië aan de Universiteit Leiden.
In 1968 promoveerde hij cum laude op een omvangrijke dissertatie; een tekstuitgave van de Hikayat Banjar met een beschouwing van de tekst in breder literair en cultuur-historisch verband. Kort na de promotie vertrok het gezin Ras naar Jakarta, voor de voorbereiding van de oprichting van een Indonesische vertegenwoordiging van het KITLV aldaar. Hiermee werd de basis gelegd voor een wetenschappelijke samenwerking die tot vandaag de dag voortduurt.

### Rijksuniversiteit Leiden, publicaties
Na zijn terugkeer in 1971 bleef Ras werkzaam in de Leidse vakgroep. Hij richtte zich steeds meer op het Javaans, als naaste medewerker van E.M. Uhlenbeck. Na dienst emeritaat in 1985 werd hij zijn opvolger als hoogleraar in de Javaanse taal- en letterkunde.
Voor het onderwijs schreef hij een Javaanse grammatica, met een uitgebreide bloemlezing van hedendaagse Javaanse teksten. Wetenschappelijk belangrijk zijn vooral zijn studies op het gebied van de Javaanse cultuur en literatuur. In het bijzonder hield hij zich bezig met de wajang en zijn historische ontwikkeling, en met de wording, de structuur, de functie en de betrouwbaarheid van de Javaanse historische teksten, in het bijzonder de Babad Tanah Jawi.

### Laatste jaren
In 1992 ging Ras, 66 jaar oud, met emeritaat. Zijn opvolger als hoogleraar was zijn leerling Ben Arps. In de laatste jaren van zijn leven heeft Ras zich gezet aan een nieuwe uitgave van de Pararaton, filologisch en literair-historisch gezien een van de ingewikkeldste Oud-Javaanse teksten, waarvan eerdere uitgaven door J.L.A. Brandes (1898) en I Gusti Made Phalgunadi (1996) onbevredigend waren. Om gezondheidsredenen kon hij dit werk niet voltooien.
In 2002 kwam hij met een longontsteking in het ziekenhuis terecht. Langer thuis wonen was door de ziekte van Parkinson onmogelijk geworden. Vanaf augustus 2002 verbleef hij in een verpleegtehuis in Warmond, waar hij in de herfst van 2003 op 77-jarige leeftijd overleed.

## Waardering
Ras nam met ere zijn plaats in de Leidse traditie van Indonesische studies in. Zijn publicaties muntten uit door minutieus feitenonderzoek, vaak van handschriften, gecombineerd met brede wetenschappelijke ontwikkeling, kritische zin en scherpe intelligentie, aldus zijn promotor A. Teeuw, Leids emeritus hoogleraar in de Maleise en Indonesische taal- en letterkunde. Daarnaast gold hij als een enthousiast docent, die boeiend en beeldend college gaf. Hij bracht zijn liefde voor de cultuur en de mensen van Java over, op wetenschappelijk en ander gebied.